# Alcibiade
Alcibiade (latină: Alcibiades Cleiniou Scambonides, greacă: Αλκιβιάδης Κλεινίου Σκαμβωνίδης) (n. 450 î.Hr., Atena clasică, Grecia – d. 404 î.Hr., Frigia, Turcia) a fost un general și politician atenian, șef al grupării democratice. În 415 î.Hr. a îndemnat Atena să pornească o expediție pentru a supune Sicilia. Alcibiade a plecat spre Sicilia, dar a fost rechemat spre a fi judecat, fiind învinuit de a fi luat parte la mutilarea statuilor zeului Hermes. Dându-și seama de primejdie, se refugiază la Sparta, apoi la curtea satrapului persan Tisaferene. Reușește să se întoarcă la Atena, recăpătând încrederea concetățenilor. În urma unui eșec suferit în luptele cu perșii, este înlăturat de la comanda oștirii, se refugiază în Frigia și este ucis din ordinul satrapului Fanabazos.

## Legături externe
Biografice
- „Alcibiades was an Athenian general in the Peloponnesian War”. Bingley. Arhivat din original la 12 februarie 2006. Accesat în 2 aprilie 2019.
- „Alcibiades”. Endres, Nikolai. Arhivat din original la 5 septembrie 2006. Accesat în 22 septembrie 2006.
- „Alcibiades: Aristocratic Ideal or Antisocial Personality Disorder”. Evans, Kathleen. Arhivat din originalul de la 28 august 2006. Accesat în 5 august 2006.
- „Alcibiades”. Meiggs, Russell. Accesat în 5 august 2006.
- „Alcibiades”. Prins, Marco-Lendering, Jona. Arhivat din originalul de la 31 august 2006. Accesat în 5 august 2006.
- „Alcibiades”. The Columbia Encyclopedia, Sixth Edition. 2001–05. Arhivat din original în 22 februarie 2008. Accesat în 5 august 2006.

Texte și analize
- „Good Man, Bad Man, Traitor: Aspects of Alcibiades”. Arcan, Gabriela. Arhivat din original la 11 septembrie 2006. Accesat în 5 august 2006.
- „Thucydides and Civil War: the Case of Alcibiades”. Faulkner, Robert. Arhivat din original la 5 iulie 2007. Accesat în 5 august 2006.
- „Survie d'un lion: Alcibiade”. Loicq-Berger, Marie-Paule. Arhivat din originalul de la 27 august 2006. Accesat în 22 septembrie 2006.
- „Alcibiades and the Sicilian Expedition”. Rubio, Alexander G. Arhivat din original la 27 septembrie 2007. Accesat în 5 august 2006.
- „Plato, Thucydides, and Alcibiades”. Syse, Henrik. Arhivat din original la 5 iulie 2007. Accesat în 5 august 2006.
- „Alcibiades, Athens, and the Human Condition in Thucydides' History”. Warren, Brian. Arhivat din originalul de la 19 august 2006. Accesat în 5 august 2006.